# Distrito de Morropón
El distrito de Morropón es uno de los diez distritos que conforman la provincia de Morropón, ubicada en el Departamento de Piura, bajo la administración del Gobierno regional de Piura, en el norte del Perú.
Limita al norte con el distrito de Santa Catalina de Mossa, al noroeste con el distrito de Chulucanas, al oeste y suroeste con el distrito de La Matanza, al sur, sureste y al este con el distrito de Buenos Aires; y al noreste con el distrito de Santa Catalina de Mossa.
Desde el punto de vista de la jerarquía de la Iglesia católica, forma parte de la Diócesis de Chulucanas.

## Historia
El Distrito de Morropón fue creado mediante Ley del 2 de enero de 1857 bajo el gobierno del Presidente Ramón Castilla.[cita requerida]
La Provincia de Morropón fue creada mediante Ley 8174 del 31 de enero de 1936 durante el gobierno del Presidente Óscar R. Benavides.

## Geografía
Tiene una extensión de 169,96 kilómetros cuadrados y una población aproximada de 18 000 habitantes.
Su capital es la ciudad de Morropón. Dentro de sus caseríos se encuentran El Porvenir y Quebrada de Las Damas.

## Atractivos turísticos
- Bosque de piedras del Toro, ubicado en la subcuenca del río Piura, con un área de 745.25 has y con una altitud media de 200 m s. n. m. Alberga una diversidad única. La vegetación se identifica por su carácter caducifolio es decir la mayoría de especies y sobre todo las predominantes eliminan completamente su follaje. Se registra un total de 37 especies vegetales. Respecto a su flora encontramos el hualtaco, palo santo, sapote algarrobo faique (amenazados) entre otros. En cuanto a su fauna existen 63 especies, de las cuales 47 corresponden a especies de aves; donde 8 son aves endémicas tumbesinas, como la urraca la chiroca; loro cabeza roja; el periquito; 7 corresponden a reptiles como: iguana; macanche y boa. Una especie corresponde a anfibios. 5°11′S 79°55′O / -5.183, -79.917

## Autoridades

### Municipales
- 2015-2018[4]
  - Alcalde: Guido Martin Ruesta Taboada, del Movimiento Región Para Todos (RPT).
  - Regidores: Edgar Carlison Palacios Flores (RPT), Anabel Angela Anastacio Arellano (RPT), Fanny Mercedes Montalbán López (RPT), Huber Córdova Córdova (RPT), José Andrés Ortega Seminario (Fuerza Regional).
- 2011-2014[5]
  - Alcalde: Modesto Eulogio Palacios Garabito, del Partido Democrático Somos Perú (SP).
  - Regidores: Mirella de los Angeles Sandoval Palacios (SP), Juan José Carrasco Silva (SP), Gloria Estela Rivas De Moran (SP), Eduardo Arturo Pacora La Rosa (SP), Luis Anselmo Saavedra Juárez (Movimiento de Desarrollo Local).

### Policiales
- Comisario: Cmdte. PNP Alex Cconaya Altamirano .

### Religiosas
- Diócesis de Chulucanas[6]
  - Obispo: Mons. Daniel Thomas Turley Murphy (OSA).[7]
- Parroquia
  - Párroco: Pbro.